# Harmony of the Seas
Harmony of the Seas (укр. Гармонія морів) — другий найбільший круїзний лайнер у світі. Вага судна — 120 тисяч тонн, висота — 70 метрів, ширина — 66 метрів, загальна довжина — 362 метри. Побудова судна коштувала 1 мільярд євро. Належить американській компанії Royal Caribbean International, яка і інвестувала кошти в будівництво. Судно має 2744 пасажирських кают. Максимальна кількість людей на борту складає 6360 пасажирів та 2400 осіб команди судна.